# Dusicyon
Dusicyon là một chi động vật có vú trong họ Chó, bộ Ăn thịt. Chi này được C. E. H. Smith miêu tả năm 1839. Có cả thảy 3 loài thuộc chi này và tất cả đã bị tuyệt chủng.

## Các loài
Chi này gồm các loài:
- †Dusicyon australis
- †Dusicyon avus
- †Dusicyon cultridens